# Ștefan Tampa
Ștefan Tampa (ur. 16 marca 1943) – rumuński zapaśnik walczący w stylu wolnym. Olimpijczyk z Tokio 1964, gdzie odpadł w eliminacjach w kategorii do 78 kg.